# Death Grips
I Death Grips sono un gruppo musicale statunitense originario di Sacramento e attivo dal 2010. Lo stile musicale del gruppo è stato descritto come una combinazione tra hip hop, musica industriale, e noise.
Sono stati descritti come "Una delle band più importanti del ventunesimo secolo".

## Storia del gruppo
Nell'aprile 2011 pubblicano il mixtape Exmilitary.
Nel febbraio 2012 la band firma per la Epic Records. Nell'aprile seguente pubblica The Money Store, esordio discografico su lunga distanza.
Dopo aver annunciato un tour, ci ripensano per completare il secondo album, che viene pubblicato già nel settembre dello stesso anno e che si intitola No Love Deep Web.
Il disco viene diffuso gratuitamente sul web dal momento che l'etichetta discografica pretendeva che l'album sarebbe dovuto uscire non prima del 2013.
Il gruppo quindi si separa dalla Epic.
Nel novembre 2013 l'album No Love Deep Web viene pubblicato su CD e vinile dalla Harvest Records.
Nel luglio 2013 annunciano la nascita di una loro etichetta, la Third Worlds, che si appoggia alla Caroline Records. Nel novembre 2013 viene pubblicato il terzo album in studio: Government Plates, anche questo diffuso gratuitamente sul web e accompagnato da ben undici video.
Il gruppo ha dichiarato la fine della loro attività il 2 luglio 2014 tramite un comunicato sulla loro pagina Facebook.
A sorpresa, i Death Grips pubblicano Jenny Death, la seconda parte di The Power That B il 31 marzo 2015, annunciando un nuovo tour nordamericano per lo stesso anno sulla loro pagina Facebook, di fatto smentendo la loro dichiarazione di essersi sciolti come gruppo. Il 17 luglio 2017 i Ministry annunciano ufficialmente un tour a fine anno con la band.
La band si scioglie di nuovo nel 2025, con Andy Morin che scrive su Instagram un messaggio privato ad un suo collaboratore dicendo che Stefan non ha più voglia di continuare le attività con il gruppo. Il messaggio è poi stato condiviso in un post su Reddit. Dopo due mesi esatti dalla indiscrezione, il profilo ufficiale della band condivide su Instagram la foto di un quadro firmato da Stefan e Zach con su scritto che Death Grips rimarrà ancora attivo.

## Formazione
- Stefan Burnett (MC Ride) - rapper
- Zach Hill - batteria, produzione, programmazione
- Andy Morin - tastiera, produzione, programmazione

## Discografia

### Album in studio
- 2012 - The Money Store
- 2012 - No Love Deep Web
- 2013 - Government Plates
- 2014 - The Powers That B
- 2016 - Bottomless Pit
- 2018 - Year of the Snitch

### Album miscellanei
- 2015 - Fashion Week

### Mixtape
- 2011 - Exmilitary

### EP
- 2011 - Death Grips
- 2016 - Interview 2016
- 2017 - Steroids (Crouching Tiger Hidden Gabber Megamix)
- 2022 - Gmail and the Restraining Orders

### Singoli
- 2011 - Guillotine
- 2011 - Live from Death Valley
- 2018 - Flies